# 上海双年展
上海双年展是一場展覽，1996年在中国上海市上海美术馆首次举办。其在亚太地区有着重要的地位，并越来越受到世界的重视。

## 历史
自2012年起在上海当代艺术博物馆举办。

## 历届展览
| 届数     | 主题                        | 展期                         | 地点                       |
| -------- | --------------------------- | ---------------------------- | -------------------------- |
| 第一届   | 开放的空间                  | 1996年3月18日-4月7日         | 老上海美术馆               |
| 第二届   | 融合与拓展                  | 1998年10月20日-11月20日      | 老上海美术馆、刘海粟美术馆 |
| 第三届   | 海上·上海                   | 2000年11月6日-2001年1月6日   | 上海美术馆                 |
| 第四届   | 都市营造                    | 2002年11月22日-2003年1月20日 | 上海美术馆旧馆、上海美术馆 |
| 第五届   | 影像生存                    | 2004年9月28日-11月28日       | 上海美术馆、上海人民公园   |
| 第六届   | 超设计                      | 2006年9月5日-11月5日         | 上海美术馆                 |
| 第七届   | 快城快客                    | 2008年9月8日-11月16日        | 上海美术馆                 |
| 第八届   | 巡回排演                    | 2010年10月24日-2011年2月28日 | 上海美术馆                 |
| 第九届   | 重新发电                    | 2012年10月1日-2013年3月31日  | 上海当代艺术博物馆         |
| 第十届   | 社会工厂                    | 2014年11月23日-2015年3月31日 | 上海当代艺术博物馆         |
| 第十一届 | 何不再问： 正辩、反辩、故事 | 2016年11月11日-2017年3月12日 | 上海当代艺术博物馆         |
| 第十二届 | 禹步                        | 2018年11月10日-2019年3月10日 | 上海当代艺术博物馆         |
| 第十三届 | 水体                        | 2020年11月10日-2021年6月27日 | 上海当代艺术博物馆         |
| 第十四届 | 宇宙电影                    | 2023年11月9日-2024年3月31日  | 上海当代艺术博物馆         |